# Orgel van de Philharmonie Haarlem

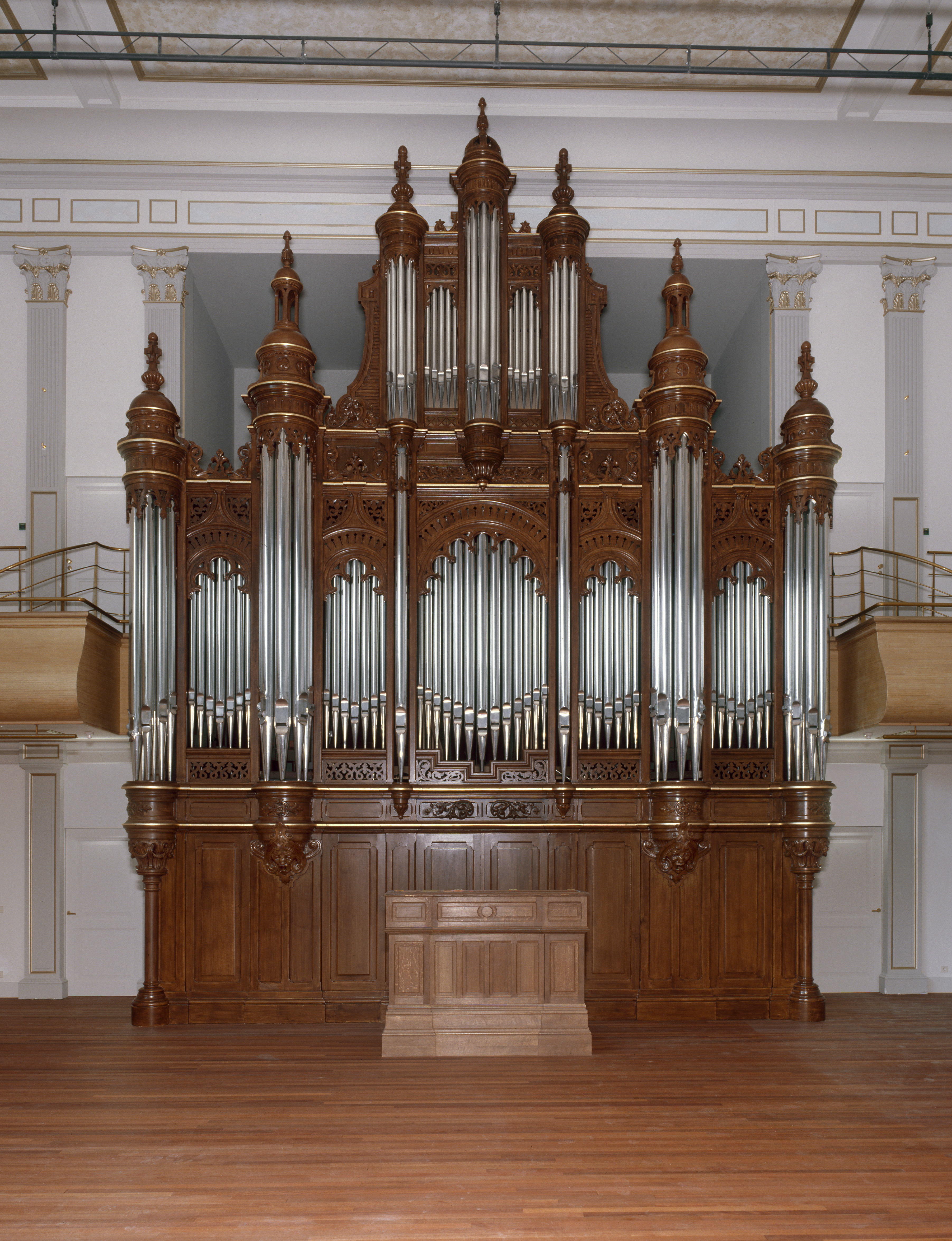
Het orgel gefotografeerd in 2005 in PHIL Haarlem.

Het orgel van de Philharmonie Haarlem is een door Aristide Cavaillé-Coll gebouwd pijporgel uit 1871, dat zich bevindt in de concertzaal, bekend als de Grote Zaal van het Concertgebouw (sinds 2005 Philharmonie, sinds 2023 PHIL Haarlem) aan de Lange Begijnestraat, hoek Klokhuisplein, in de Nederlandse stad Haarlem. Het heeft van 1875 tot 1922 gestaan in het toenmalige Paleis voor Volksvlijt aan het Frederiksplein in Amsterdam.

## Geschiedenis

### Amsterdam, Paleis voor Volksvlijt

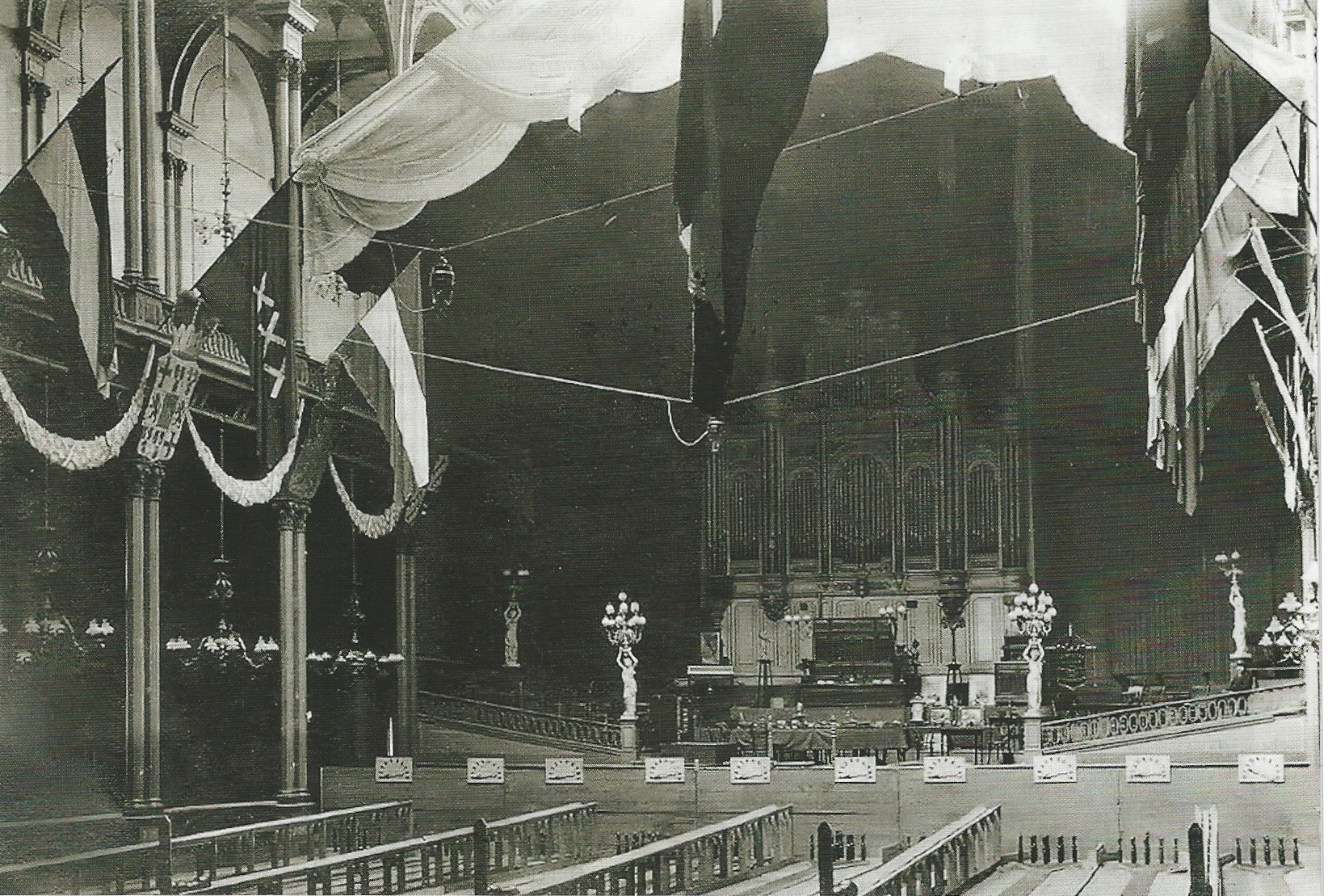
Het orgel in het Paleis voor Volksvlijt anno 1901. Op de voorgrond kegelbanen.

Het concertorgel werd gebouwd in 1871 in de orgelmakerij aan de Avenue du Maine te Parijs van Aristide Cavaillé-Coll (1811-1899), destijds de vermaardste orgelbouwer van Europa. Hij was de vervaardiger van monumentale kerkorgels, bijvoorbeeld in de kathedraal van Saint-Denis (1840), de kerk van Saint-Sulpice (1862), de Notre-Dame van Parijs (1868) en vele andere. Dit instrument, waarvan de orgelkas enigszins aan een kasteel deed denken, had gediend als een demonstratie-exemplaar ('orgue de tribune'). Het zou geplaatst worden in de nieuwe concertzaal van het Parijse Palais de l'Industrie dat van 1855 tot 1896 aan de Avenue des Champs-Élysées heeft gestaan, maar om waarschijnlijk financiële redenen was dat niet doorgegaan.
Op aanbeveling van de Franse consul Charles-Marie Philbert, een goede vriend van Cavaillé-Coll, werd het orgel aangekocht voor het Paleis voor Volksvlijt, dat in 1864 geopend was als tentoonstellingsgebouw en cultureel centrum. Dat een Frans orgel werd gekozen was opmerkelijk, omdat in Nederland meestal de voorkeur uitging naar de Duitse orgelbouwprincipes. Enkele aanpassingen waren nodig aan de door Alphonse Simil ontworpen orgelkas, waarvan de nieuwgemaakte bovenbouw op het front het opvallendst is. Dit was noodzakelijk door de geringe beschikbare diepte, waardoor de zwelkasten van het Positif en Récit bovenop elkaar moesten worden geplaatst. Ook kwam het orgel hierdoor monumentaler over in de grote zaal.
Het orgel werd ingewijd door de beroemde Franse organist en componist Alexandre Guilmant op 26 oktober 1875. Voor de wekelijkse bespelingen op zondagmiddag werd een 'Vereeniging tot Bevordering van de Orgelmuziek' opgericht, die op 23 maart 1876 een Nationaal Orgelconcours organiseerde. In het begin was Jos. A. Verheijen de vaste bespeler, maar in 1879 werd de uit Brussel afkomstige Jean-Baptiste de Pauw als paleisorganist benoemd. Vooraanstaande Franse en Belgische organisten kwamen concerten geven, onder wie Alphonse Mailly in 1876, Camille Saint-Saëns in 1876 en 1897, Charles-Marie Widor in 1886 en Louis Vierne in 1895.
In de twintigste eeuw verloor het Paleis voor Volksvlijt zijn positie van culturele publiekstrekker. Het in 1888 geopende Concertgebouw aan de Van Baerlestraat nam die rol steeds meer over. Na de komst van het Maarschalkerweerd-orgel van het Concertgebouw in 1891 was er voor het Cavaillé-Coll-orgel nog maar weinig emplooi. De functie van paleisorganist bestond na 1895 niet meer. Louis Robert, orgelleerling van De Pauw, bleef nog tot in de vroege twintigste eeuw op donderdagmiddag concerten geven. Daarna werd het orgel nauwelijks nog bespeeld in de met kegelbanen gevulde grote zaal. Het raakte in verval. Toen het paleis in 1916-1917 gebruikt werd voor mobilisatie in verband met de Eerste Wereldoorlog, werd het instrument gedemonteerd en opgeslagen.

### Haarlem, Concertgebouw / Philharmonie
Het Cavaillé-Coll-orgel werd van de ondergang gered doordat Louis Robert, inmiddels de Haarlemse stadsorganist, zich het lot van het instrument aantrok. Hij wist in 1915 twee vermogende zakenlieden en kunstliefhebbers, Julius Carl Bunge (de bewoner van Huize Kareol in Aerdenhout) en de oliemagnaat Adriaan Stoop, ervoor te interesseren. Zij werden de sponsors bij de aankoop door de gemeente Haarlem en kwamen overeen dat het instrument, dat zeer geschikt is voor muziek uit de Franse romantiek, in de Grote Zaal van het Haarlemse Concertgebouw werd geplaatst. Dat gebeurde uiteindelijk in 1922. Na restauratie door de orgelfirma Adema werd het op 14 oktober 1924 officieel in gebruik genomen door George Robert, die zijn naar de Verenigde Staten geëmigreerde broer Louis in 1922 als stadsorganist was opgevolgd en die functie tot 1955 heeft vervuld.
Aanvankelijk was het orgel in Haarlem weinig succesvol. Men vond dat de akoestiek van de Grote Zaal niet bij het instrument paste. Bovendien had Adema een nieuwe pneumatische tractuur aangebracht die het karakter van het orgel veranderde. De oorspronkelijke windladen met slepen van zwelwerk en pedaal waren uit het orgel verwijderd ten behoeve van het Pels-orgel in de Johannes de Doperkerk te Ottersum.
Bij verbouwingen werd de tractuur in 1939 gedeeltelijk en in 1965 geheel elektrisch. Ook in 1965 werd één register vervangen, werden diverse registers toegevoegd en kwam er (weer) een nieuwe speeltafel. De orgelkas werd in 1965 bordeauxrood geschilderd. In 1976 kreeg de hele zaal een facelift en werd de orgelkas geschilderd in een combinatie van wit, grijs en crème.
Toen in 2003-2005 het Haarlemse Concertgebouw een grondige verbouwing en uitbreiding tot de 'Philharmonie' onderging, werd ook opdracht gegeven voor restauratie van het verwaarloosde orgel. De firma Flentrop heeft het zoveel mogelijk in de oorspronkelijke staat teruggebracht. Diverse verwijderde onderdelen werden teruggehaald uit andere orgels waarin ze inmiddels verwerkt waren. Zo kwamen de windladen terug uit Ottersum. Het enige verwijderde register, de Unda Maris 8', werd teruggeschonken door de Dorpskerk van Barendrecht. De speeltafel werd gereconstrueerd volgens het authentieke ontwerp. De orgelkas werd geschilderd in de kleurstelling van 1924 (notenhout-imitatie).
Sinds de feestelijke ingebruikname op 3 februari 2006 door de organisten Jos van der Kooy en Christine Kamp is het Cavaillé-Coll-orgel weer beschikbaar voor het tweejaarlijkse Internationaal Orgelfestival Haarlem. Daarbij wordt het bij improvisaties geconfronteerd met het op enkele honderden meters afstand staande 18e-eeuwse hoofdorgel van de Grote of Sint-Bavokerk in Haarlem van Christian Müller, van geheel ander karakter. Het was de taak van de Haarlemse stadsorganisten George Robert (1922-1955), Albert de Klerk (1956-1982), Piet Kee (1956-1989) en Jos van der Kooy (1990-2017) om beide orgels te bespelen.

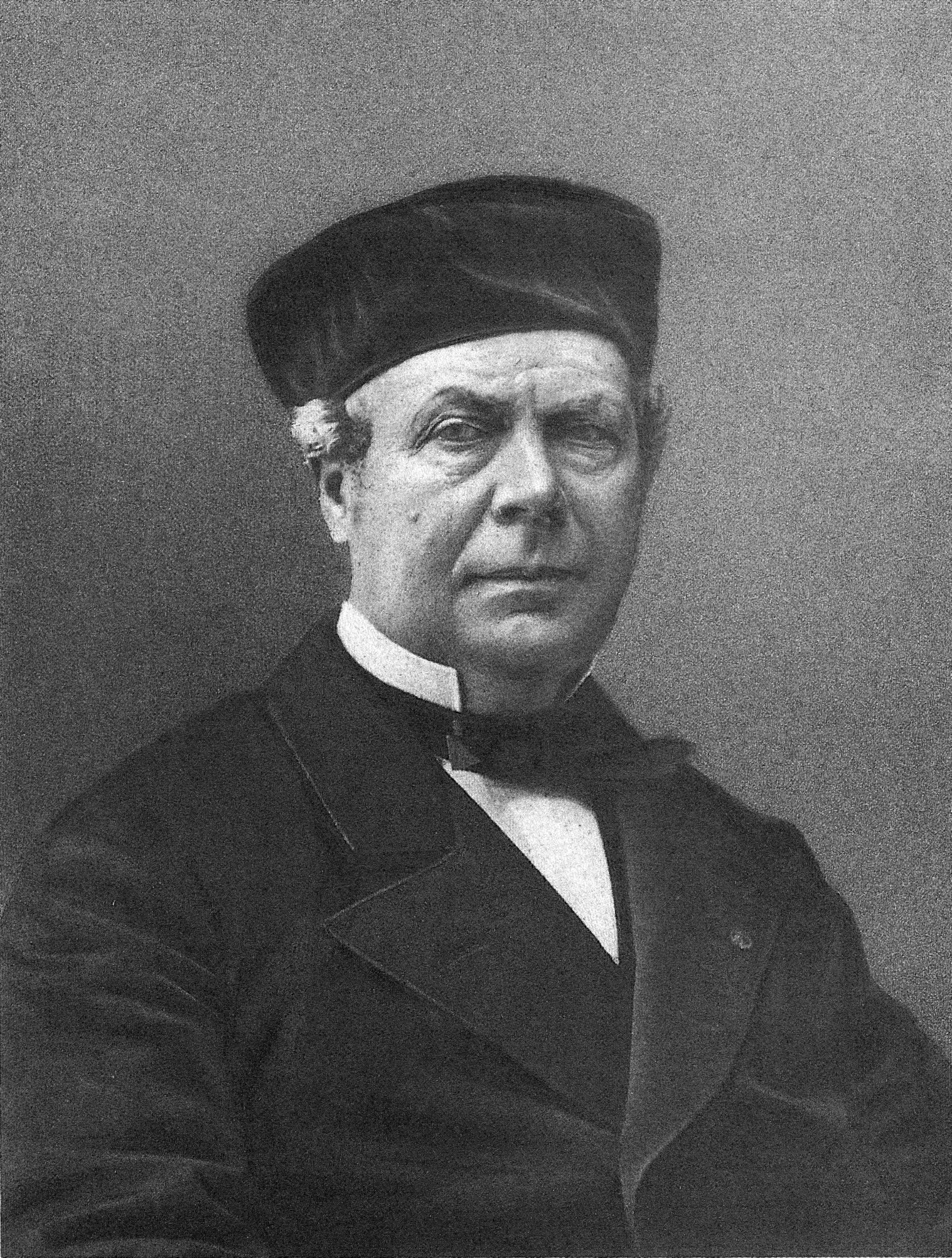
Aristide Cavaillé-Coll (1811-1899).
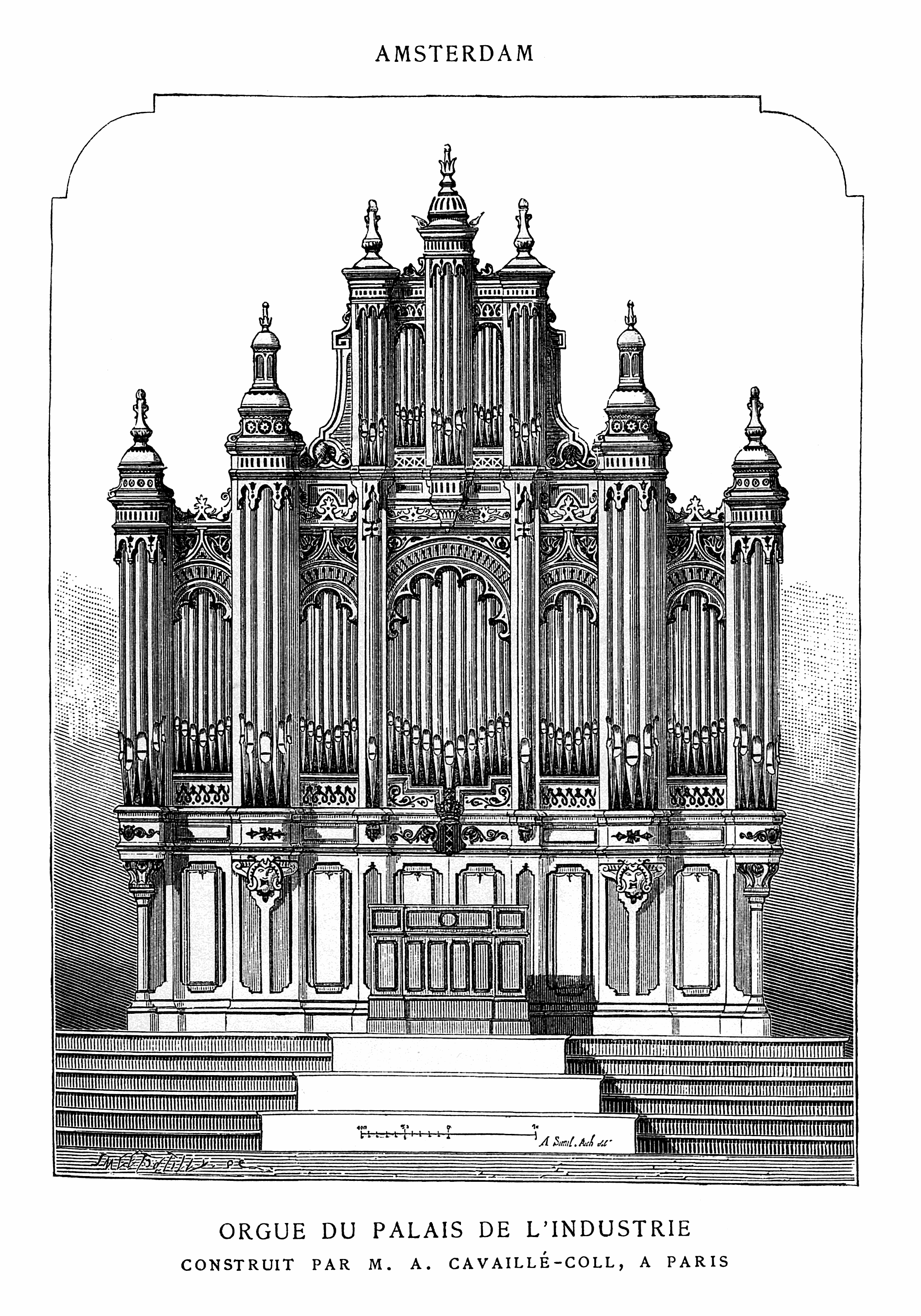
Het orgel zoals geleverd door Cavaillé-Coll (tekening 1875).
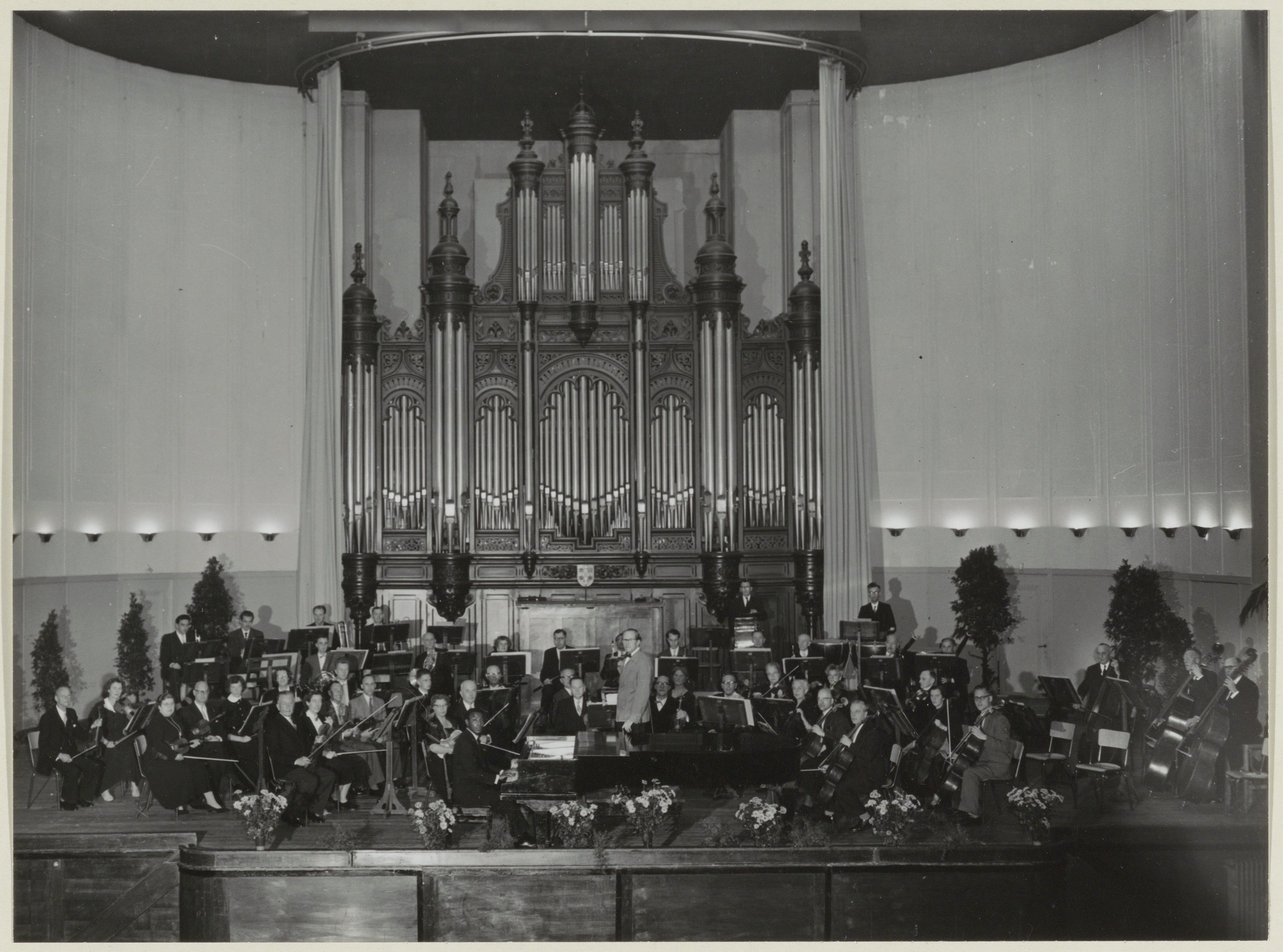
Het Noordhollands Philharmonisch Orkest met dirigent Marinus Adam voor het orgel in 1954.
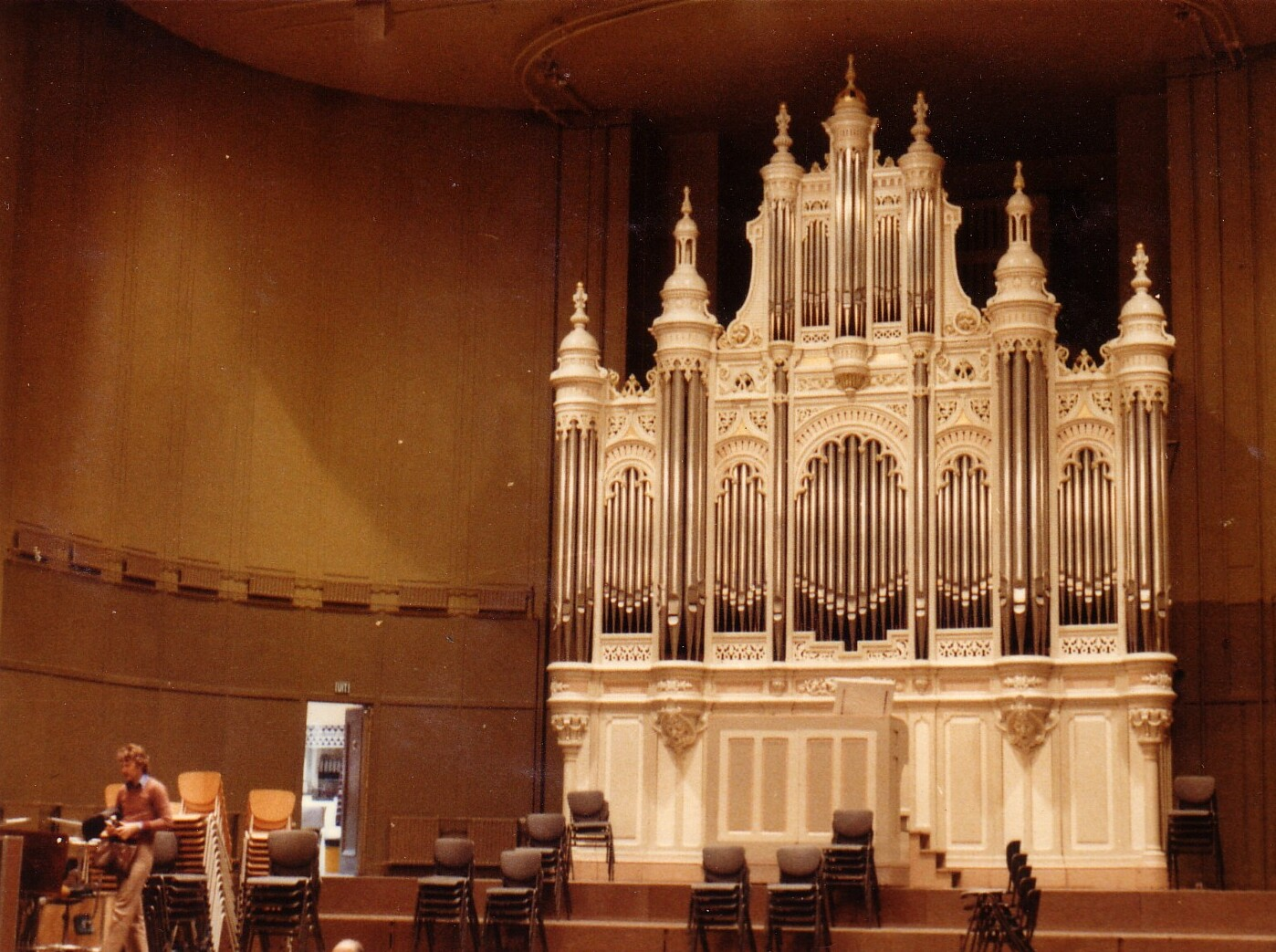
Van 1976 tot 2003 was de orgelkas roomwit geschilderd.

## Dispositie
Het Haarlemse Cavaillé-Coll-orgel heeft 47 registers, drie manualen en een vrij pedaal. Het is opgebouwd naar de gebruikelijke standaarden van de maker, maar heeft enkele bijzondere kenmerken. Er zijn twee zwelkasten. Het 'Positif' bevindt zich boven het 'Récit' en de bijbehorende labiaalregisters zijn omgewisseld.
De dispositie is als volgt (toestand sinds de restauratie van 2006):
| I Grand' Orgue C–g3          |
| Principal 16'                |
| Bourdon 16'                  |
| Montre 8'                    |
| Bourdon 8'                   |
| Flûte Harmonique 8'          |
| Viole de Gambe 8'            |
| Salicional 8'                |
| Prestant 4'                  |
| Octave 4'                    |
| Plein-Jeu Harmonique 7 rangs |
| Cornet 5 rangs               |
| Bombarde 16'                 |
| Trompette 8'                 |
| Clairon 4'                   |

| II Positif Expressif C–g3       |
| Flûte Traversière Harmonique 8' |
| Viole de Gambe 8'               |
| Voix Célèste 8'                 |
| Quintaton 8'                    |
| Flûte Octaviante 4'             |
| Viole d'Amour 4'                |
| Quinte 2 2/3'                   |
| Octavin 2'                      |
| Cornet Harmonique 8 rangs       |
| Cor Anglais 16'                 |
| Trompette 8'                    |
| Clairon 4'                      |
|                                 |
| Trémolo                         |

| Récit Expressif C–g3 |
| Bourdon 16'          |
| Principal 8'         |
| Cor de Nuit 8'       |
| Unda Maris 8'        |
| Flûte Douce 4'       |
| Dulciane 4' (2006)   |
| Doublette 2'         |
| Piccolo 1'           |
| Plein-Jeu 6 rangs    |
| Trompette 8'         |
| Basson-Hautbois 8'   |
| Clarinette 8'        |
| Voix Humaine 8'      |
|                      |
| Trémolo              |

| Pédale C–f1      |
| Sous-Basse 32'   |
| Contre-Basse 16' |
| Flûte 8'         |
| Violoncello 8'   |
| Flûte 4'         |
| Bombarde 16'     |
| Trompette 8'     |
| Trompette 4'     |

Koppels en speelhulpen
- Orage — Tirasses Pédale — Tirasses Pédale + Positif — Tirasses Pédale + Récit
- Copula Grand orgue (sur Machine) — Copula Grand Orgue + Positif — Copula Grand Orgue + Récit — Copula Positif + Récit
- Positif Expressif — Récit Expressif — Octaves Graves Grand Orgue — Octaves Graves Positif — Octaves Graves Récit
- Anches Pédale — Anches Grand Orgue — Anches Positif — Anches Récit